# Dérivée de Lie
La dérivée de Lie est une opération de différentiation naturelle sur les champs de tenseurs, en particulier les
formes différentielles, généralisant la dérivation directionnelle d'une fonction sur
un ouvert de {\displaystyle \mathbb {R} ^{n}} ou plus généralement sur
une variété différentielle.
On note ici M une variété différentielle de dimension n, ΩM l'espace des formes différentielles sur M et X un champ de vecteurs sur M.

## Définitions
On peut définir la dérivée de Lie des formes différentielles sur M essentiellement de deux façons.

### Dérivée de Lie en suivant le flot
Soit {\displaystyle \alpha } une forme différentielle sur M de degré p. En chaque point x de M, on peut considérer que {\displaystyle \alpha _{x}} permet de donner une mesure des parallélogrammes formés de p vecteurs tangents à M en x. Lorsque l'on part de x et que l'on suit les lignes du champ X, cette mesure varie et la dérivée de Lie donne le taux de variation de cette mesure.
Soit {\displaystyle \phi _{t}} le flot de X, c'est-à-dire la fonction telle que, pour tout x de M, {\displaystyle \phi _{0}(x)=x}, et pour t assez proche de 0, {\textstyle {\frac {\mathrm {d} }{\mathrm {d} t}}\phi _{t}(x)=X_{\phi _{t}(x)}}. L'expression {\displaystyle \phi _{t}(x)} représente la position à l'instant t d'une particule se trouvant en x à l'instant initial, et qui suit les lignes de champs à la vitesse X. Entre les instants 0 et t, la forme différentielle {\displaystyle \alpha } varie de {\displaystyle \alpha _{x}} à {\displaystyle \alpha _{\phi _{t}(x)}}. Si {\displaystyle v_{1}},{\displaystyle v_{2}}, ..., {\displaystyle v_{p}} sont des vecteurs tangents à M en x, les vecteurs correspondants en {\displaystyle \phi _{t}(x)} sont {\displaystyle T_{x}\phi _{t}(x)(v_{1})}, {\displaystyle T_{x}\phi _{t}(x)(v_{2})}, ..., {\displaystyle T_{x}\phi _{t}(x)(v_{p})}, où {\displaystyle T_{x}\phi _{t}(x)} désigne la différentielle en x de {\displaystyle x\to \phi _{t}(x)}. La forme différentielle qui, en chaque x de M, associe aux vecteurs {\displaystyle v_{1}},{\displaystyle v_{2}}, ..., {\displaystyle v_{p}} la quantité {\displaystyle \alpha _{\phi _{t}(x)}(T_{x}\phi _{t}(x)(v_{1}),T_{x}\phi _{t}(x)(v_{2}),...,T_{x}\phi _{t}(x)(v_{p})} s'appelle le pullback ou l'image réciproque de {\displaystyle \alpha } par {\displaystyle \phi _{t}}, et est notée {\displaystyle {\phi }_{t}^{*}\alpha }.
On définit alors la dérivée de Lie de la forme différentielle {\displaystyle \alpha } par :
{\displaystyle {\mathcal {L}}_{X}\alpha =\lim _{t=0}{\frac {{\phi }_{t}^{*}\alpha -\alpha }{t}}={\frac {\mathrm {d} }{\mathrm {d} t}}_{|_{t=0}}\phi _{t}^{*}\alpha .}
On définit de même la dérivée de Lie d'un champ de tenseurs covariant K par :
{\displaystyle {\mathcal {L}}_{X}K={\frac {\mathrm {d} }{\mathrm {d} t}}_{|_{t=0}}\phi _{t}^{*}K.}

### Cas des fonctions, formes de degré 0
Si {\displaystyle \alpha } est de degré 0, il s'agit d'une fonction numérique f différentiable de la variété différentielle M dans {\displaystyle \mathbb {R} }. Dans ce cas, {\displaystyle \phi _{t}^{*}(f)} n'est autre que {\displaystyle f\circ \phi _{t}}. La règle de dérivation des fonctions composées donne :
{\displaystyle {\mathcal {L}}_{X}f(x)=\mathrm {d} f(x)\,({\frac {\mathrm {d} }{\mathrm {d} t}}_{|_{t=0}}\phi _{t}(x))=\mathrm {d} f(x)\,(X_{\phi _{0}(x)})=\mathrm {d} f(x)\,(X_{x})=X_{x}\cdot f.}
C'est l'image du vecteur {\displaystyle X_{x}} par la différentielle de f en x. Si la variété est munie d'une structure riemannienne, il est encore possible d'écrire ce calcul à l'aide du gradient de f :
{\displaystyle {\mathcal {L}}_{X}f(x)=X_{x}\cdot f=\langle X|\nabla f(x)\rangle .}
En coordonnées locales, et en utilisant les conventions de sommation d'Einstein, on peut encore l'écrire ainsi :
{\displaystyle {\mathcal {L}}_{X}f(x)=X^{a}{\frac {\partial f}{\partial x^{a}}}.}

### Définition axiomatique
On montre qu'il existe une unique application linéaire {\displaystyle {\mathcal {L}}_{X}:\Omega M\rightarrow \Omega M} vérifiant les hypothèses suivantes :
1. Pour toute fonction f différentiable sur M à valeur réelles, {\displaystyle {\mathcal {L}}_{X}(f)=X\cdot f}
2. {\displaystyle {\mathcal {L}}_{X}} est une dérivation de l'algèbre {\displaystyle \Omega M}, i.e., pour toutes formes différentielles {\displaystyle \alpha } et {\displaystyle \beta }, {\displaystyle {\mathcal {L}}_{X}(\alpha \wedge \beta )={\mathcal {L}}_{X}(\alpha )\wedge \beta +\alpha \wedge {\mathcal {L}}_{X}(\beta )}, où {\displaystyle \wedge } désigne le produit extérieur des deux formes différentielles
3. {\displaystyle {\mathcal {L}}_{X}} et la dérivée extérieure d commutent.

On montre que la dérivation de Lie en suivant le flot vérifie ces trois conditions, ce qui assure l'équivalence des deux définitions. La définition axiomatique permet une approche calculatoire plus efficace. Elle permet également de montrer des identités entre dérivées de Lie ; il suffit de montrer que les deux membres de l'identité vérifient les mêmes trois hypothèses.

## Propriétés

### Formule de Cartan
On désigne par {\displaystyle \iota } le produit intérieur et par d la dérivée extérieure. On a alors :
{\displaystyle {\mathcal {L}}_{X}=\iota _{X}\circ \mathrm {d} +\mathrm {d} \circ \iota _{X}.}
On en déduit que :
{\displaystyle {\mathcal {L}}_{fX}=f.{\mathcal {L}}_{X}+\mathrm {d} f\wedge \iota _{X}.}

### Naturalité
Pour toute forme différentielle {\displaystyle \alpha } :
{\displaystyle \varphi ^{*}\left[{\mathcal {L}}_{X}\alpha \right]={\mathcal {L}}_{\varphi ^{*}X}\left[\varphi ^{*}\alpha \right].}

### Définition de la divergence
Dans {\displaystyle R^{n}} on a la formule suivante :
{\displaystyle {\mathcal {L}}_{X}\left(\mathrm {d} x_{1}\wedge \dots \wedge \mathrm {d} x_{n}\right)=\left(\mathrm {div} X\right).\mathrm {d} x_{1}\wedge \dots \wedge \mathrm {d} x_{n}}
qu'on peut généraliser en définition de la divergence d'un champ de vecteurs sur toute variété munie d'une forme volume {\displaystyle \omega }, en particulier les variétés riemanniennes :
{\displaystyle {\mathcal {L}}_{X}\omega =\left(\mathrm {div} X\right).\omega .}
Cette définition a bien un sens car en tout point x de M l'espace des formes multilinéaires alternée en degré maximal est de dimension 1.
Vu la définition en suivant le flot donnée plus haut, le flot local du champ X préserve la forme volume si et seulement si sa divergence est nulle.
Pour la forme volume associée à une métrique riemannienne g on a :
{\displaystyle \mathrm {div} \left(fX\right)=f.\mathrm {div} X+g\langle \nabla f|X\rangle .}

## Dérivée de Lie d'un champ de vecteur

### Identification des dérivations et des champs de vecteurs
Soit de nouveau une variété différentielle M, F l'anneau commutatif des fonctions numériques indéfiniment différentiables sur M.
Une dérivation est une application linéaire D de F dans F qui vérifie la formule de Leibniz :
{\displaystyle D(\lambda f+g)=\lambda D(f)+D(g)\qquad D(fg)=fD(g)+D(f)g.}
Notamment, pour tout champ de vecteurs X, la dérivation de Lie {\displaystyle f\mapsto {\mathcal {L}}_{X}f} définit une dérivation. La réciproque est vraie : toute dérivation de M est une application de la forme {\displaystyle {\mathcal {L}}_{X}} pour un certain champ de vecteurs X. On peut donc identifier l'espace vectoriel des dérivations et celui des champs de vecteurs.
La composée de deux dérivations n'est plus une dérivation. Le théorème de Schwarz de l'analyse à plusieurs variables ne se généralise pas : si X et Y sont deux champs de vecteurs, les dérivées secondes X.(Y.f) et Y.(X.f) ne sont pas nécessairement égales. Ce défaut de commutation est à l'origine de la définition du crochet de Lie qui coïncide avec la dérivée de Lie des champs de vecteurs.

### Définition du crochet de Lie
Soit V une variété différentielle, X et Y deux champs de vecteurs sur V.
Alors l'expression :
{\displaystyle {\mathcal {L}}_{X}{\mathcal {L}}_{Y}-{\mathcal {L}}_{Y}{\mathcal {L}}_{X}}
est une dérivation sur V, ce qui permet de parler du champ de vecteurs associé. On le note [X,Y] (crochet de Lie de X et Y), ou encore {\displaystyle {\mathcal {L}}_{X}Y} (dérivée de Lie de Y selon X), de sorte que :
{\displaystyle {\mathcal {L}}_{[X,Y]}={\mathcal {L}}_{{\mathcal {L}}_{X}Y}={\mathcal {L}}_{X}{\mathcal {L}}_{Y}-{\mathcal {L}}_{Y}{\mathcal {L}}_{X}=-{\mathcal {L}}_{{\mathcal {L}}_{Y}X}}
qui se traduit, pour toute fonction indéfiniment différentiable f, par :
{\displaystyle {\mathcal {L}}_{[X,Y]}f=[X,Y]\cdot f={\mathcal {L}}_{X}Y\cdot f=X\cdot (Y\cdot f)-Y\cdot (X\cdot f)={\mathcal {L}}_{X}(Y\cdot f)-{\mathcal {L}}_{Y}(X\cdot f)={\mathcal {L}}_{X}{\mathcal {L}}_{Y}f-{\mathcal {L}}_{Y}{\mathcal {L}}_{X}f.}
Il définit en effet sur l'espace vectoriel des champs de vecteurs une structure d'algèbre de Lie.
(Attention, il n'y a pas associativité : d'une part {\displaystyle X\cdot (Y\cdot f)={\mathcal {L}}_{X}{\mathcal {L}}_{Y}f} d'autre part {\displaystyle (X\cdot Y)\cdot f={\mathcal {L}}_{{\mathcal {L}}_{X}Y}f} et les deux sont bien évidemment différents : la différence est {\displaystyle {\mathcal {L}}_{Y}{\mathcal {L}}_{X}f}.)
En coordonnées locales, toujours dans le cadre des conventions d'Einstein
{\displaystyle [X,Y]=X\cdot (Y^{a}{\frac {\partial }{\partial x^{a}}})-Y\cdot (X^{a}{\frac {\partial }{\partial x^{a}}})=\left(X^{b}{\frac {\partial Y^{a}}{\partial x^{b}}}-Y^{b}{\frac {\partial X^{a}}{\partial x^{b}}}\right){\frac {\partial }{\partial x^{a}}}.}

## Extension aux champs de tenseurs de la définition axiomatique
Une fois définie pour les fonctions et les champs de vecteurs, la dérivée de Lie
{\displaystyle {\mathcal {L}}_{X}} s'étend aux champs de tenseurs
en stipulant les propriétés suivantes :
- C'est une dérivation sur l'algèbre tensorielle : si S et T sont deux champs de tenseurs,

{\displaystyle {\mathcal {L}}_{X}(S\otimes T)=({\mathcal {L}}_{X}S)\otimes T+S\otimes ({\mathcal {L}}_{X}T)}
- Compatibilité avec les contractions :

si Y est un champ de vecteurs et {\displaystyle \omega } une
1-forme,
On vérifie que l'on aboutit au même résultat pour les formes différentielles.